# Saison 1991-1992 du Paris Saint-Germain
Maillots
Chronologie
Saison précédente Saison suivante
La saison 1991-1992 du Paris Saint-Germain est la dix-neuvième saison du club de la capitale en première division du championnat de France. Cette saison est marquée par l'arrivée de Canal+ à l'actionnariat du club, et par le départ de Francis Borelli de la présidence, après treize ans à la tête du club. Michel Denisot le remplace dans ses fonctions.
À la recherche d'un entraîneur d'expérience, le PSG choisit comme nouvel entraîneur le portugais Artur Jorge. Ancien sélectionneur du Portugal, il remporte plusieurs trophées avec le FC Porto, dont le championnat à trois reprises (1985, 1986 et 1990) ainsi que la Coupe des clubs champions européens en 1987. L'objectif affiché est de finir dans les cinq premiers, synonyme de qualification européenne.
Le Paris SG finit à la troisième place du classement, derrière l'AS Monaco et l'Olympique de Marseille, qui enchaîne son quatrième titre consécutif. Il s'assure ainsi une qualification pour la Coupe UEFA. En coupe de France, Le club atteint les seizièmes de finale, battu par l'AS Nancy-Lorraine (3-2).

## Avant-saison

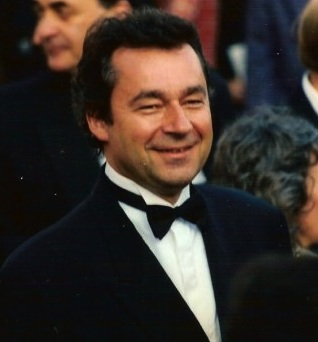
Michel Denisot devient le premier dirigeant du Paris SG sous l'ère Canal+.

Le Paris Saint-Germain, neuvième la saison passée, est en difficulté financière et sportive. Le 31 mai 1991, une conférence de presse au Parc des Princes acte l'arrivée de la chaîne de télévision Canal+, alors diffuseur du championnat français.
Le maire de Paris, Jacques Chirac, acte l'épongement des dettes du club à hauteur de 50 millions de francs, et s'engage également à verser des subventions de 30 millions de francs par an, sur trois ans.
Pierre Lescure, directeur général de Canal+ (détenant 39,8% des parts du club), est nommé président de la SAOS créée, tandis que Bernard Brochand est nommé président de l'Association PSG (qui possède 49% du capital de la SAOS). Michel Denisot est nommé vice-président délégué, avec un rôle exécutif. Le producteur et présentateur de la chaîne cryptée avait avec succès dirigé LB Châteauroux avec une promotion en deuxième division et un passage au statut de club de football professionnel quinze jours avant.
Treize ans après son arrivée à la tête du club en 1978, Francis Borelli quitte donc son poste mais garde un statut de président d’honneur à vie.

« Le budget est de 120 millions, l'objectif cette année ce sera d'être dans les cinq premiers au classement. »

— Michel Denisot
Henri Michel n'est pas conservé après seulement une saison comme entraîneur. Le 10 juin, le portugais Artur Jorge est nommé pour lui succéder. L'entraîneur portugais annonce devant la presse qu'il a soumis une liste de recrutement à ses dirigeants, dont « plusieurs joueurs spectaculaires ». Plusieurs anciens joueurs de Jorge sont évoqués dans la presse comme Paulo Futre ou Domingos Paciência. International français depuis peu, Jocelyn Angloma est échangé à l'Olympique de Marseille le 28 juin contre Laurent Fournier, Bernard Pardo et Bruno Germain. Le 15 juillet, Ricardo Gomes, défenseur brésilien du Benfica Lisbonne est transféré pour 30 millions de francs, et devient alors le joueur le plus cher de l'histoire du club. Michel Denisot le considère comme le premier recrutement fort sous l'ère Canal+ à postériori. Deux autres internationaux brésiliens du championnat portugais : son ancien coéquipier le meneur de jeu Valdo Filho le 8 août, puis le défenseur du FC Porto Geraldão.
Âgé de 36 ans et en fin de contrat, Safet Sušić, capitaine et joueur historique du club, souhaite continuer à jouer avec l'équipe. La direction préfère lui proposer d'autres fonctions au sein de l'organigramme. Déçu, il rejoint finalement le Red Star en Division 2 le 10 juillet.
Le club fait signer un contrat professionnel à Richard Dutruel (19 ans), issu du centre de formation.
| Nom                       | Nationalité | Transfert                         | Provenance/Destination | Division         |
| ------------------------- | ----------- | --------------------------------- | ---------------------- | ---------------- |
| Arrivées                  |             |                                   |                        |                  |
| Patrick Colleter          | France      | Transfert                         | Montpellier HSC        | Division 1       |
| Laurent Fournier          | France      | Transfert                         | Olympique de Marseille | Division 1       |
| Geraldão                  | Brésil      | Transfert                         | FC Porto               | Primeira Divisão |
| Bruno Germain             | France      | Transfert                         | Olympique de Marseille | Division 1       |
| Bernard Héréson           | France      | Transfert                         | Stade Lavallois        | Division 2       |
| Paul Le Guen              | France      | Transfert                         | FC Nantes              | Division 1       |
| Dominique Leclercq        | France      | Transfert                         | Lille                  | Division 1       |
| Bernard Pardo             | France      | Transfert                         | Olympique de Marseille | Division 1       |
| Ricardo Gomes             | Brésil      | Transfert (30 millions de francs) | SL Benfica             | Primeira Divisão |
| Valdo                     | Brésil      | Transfert                         | SL Benfica             | Primeira Divisão |
| Thomas Kokkinis           | France      | Fin du prêt                       | SC Bastia              | Division 2       |
| Thierry Laurey            | France      | Fin du prêt                       | AS Saint-Étienne       | Division 1       |
| Amara Simba               | France      | Fin du prêt                       | AS Cannes              | Division 1       |
| Richard Dutruel           | France      | Premier contrat professionnel     | Paris Saint-Germain B  |                  |
| Départs                   |             |                                   |                        |                  |
| Jocelyn Angloma           | France      | Transfert                         | Olympique de Marseille | Division 1       |
| Michel Bibard             | France      | Transfert                         | Sur Club               | Division 1       |
| Jean-Pierre Bosser        | France      | Transfert                         | FC Mulhouse            | Division 2       |
| Philippe Jeannol          | France      | Transfert                         | Sur Club               | Division 1       |
| Thierry Laurey            | France      | Transfert                         | Montpellier HSC        | Division 1       |
| Stéphane Persol           | France      | Transfert                         | Corbeil-Essonnes       | Division 4       |
| Franck Tanasi             | France      | Transfert                         | AS Poissy              | Division 4       |
| Zlatko Vujović            | Yougoslavie | Transfert                         | FC Sochaux-Montbéliard | Division 1       |
| Jean-François Charbonnier | France      | Fin de contrat                    | Paris FC               | Division 2       |
| Safet Sušić               | Yougoslavie | Fin de contrat                    | AS Red Star 93         | Division 2       |
| Thomas Kokkinis           | France      | Prêt                              | AS Red Star 93         | Division 2       |
| Alboury Lah               | Sénégal     | Prêt                              | LB Châteauroux         | Division 2       |

| Nom          | Nationalité | Transfert | Provenance/Destination | Division   |
| ------------ | ----------- | --------- | ---------------------- | ---------- |
| Arrivées     |             |           |                        |            |
| David Ginola | France      | Transfert | Brest Armorique FC     | Division 2 |

## Compétitions

### Championnat
La saison 1991-1992 de Division 1 est la cinquante-sixième édition du championnat de France de football. La division oppose vingt clubs en une série de trente-huit rencontres. Les meilleurs de ce championnat se qualifient pour les coupes d'Europe que sont la Ligue des Champions (le vainqueur), la Coupe UEFA (les trois suivants) et la Coupe des vainqueurs de coupe (le vainqueur de la Coupe de France). Le Paris Saint-Germain participe à cette compétition pour la dix-neuvième fois de son histoire et la dix-huitième depuis la saison 1974-1975.

#### Classement et statistiques
Le Paris Saint-Germain termine le championnat à la troisième place avec 15 victoires, 17 matchs nuls et 6 défaites. Une victoire rapportant deux points et un match nul un point, le PSG totalise 47 points.
Extrait du classement de Division 1 1991-1992